# Nationaal park Linnansaari
Nationaal park Linnansaari (Fins: Linnansaarin kansallispuisto/ Zweeds: Linnansaari nationalpark) is een nationaal park in Etelä-Savo en Pohjois-Savo in Finland. Het park werd opgericht in 1956 en is 38 vierkante kilometer groot en draagt de Natura 2000 identificatie FI0500002. Het landschap bestaat uit een eiland in het Haikivesimeer, een deel van het Saimaa-meer. In het park leeft de Saimaarob.